# Cykady na Cykladach
Cykady na Cykladach – singiel zespołu Maanam wydany w 1981 roku. Utwór skomponował Marek Jackowski, a tekst napisała Kora po powrocie z greckiej wyspy Ios w archipelagu Cyklad.
Był to kolejny wielki przebój zespołu. Singiel został wydany przez Tonpress w nakładzie 150 tys. sztuk. Znalazł się na składance The Singles Collection (1991) i Rockandrolle (1997). Na stronie B singla wydano utwór utrzymany w wolnym tempie „1984”, który w 2007 wydany został na składance Gwiazdy polskiej muzyki lat 80..

## Skład
- Kora – śpiew
- Marek Jackowski – gitara
- Ryszard Olesiński – gitara solowa
- Bogdan Kowalewski – gitara basowa
- Paweł Markowski – perkusja